# Polygonum afghanicum
Polygonum afghanicum är en slideväxtart som beskrevs av Meissn.. Polygonum afghanicum ingår i släktet trampörter, och familjen slideväxter. Inga underarter finns listade i Catalogue of Life.